# 다니엘 K. 이노우에 태양망원경

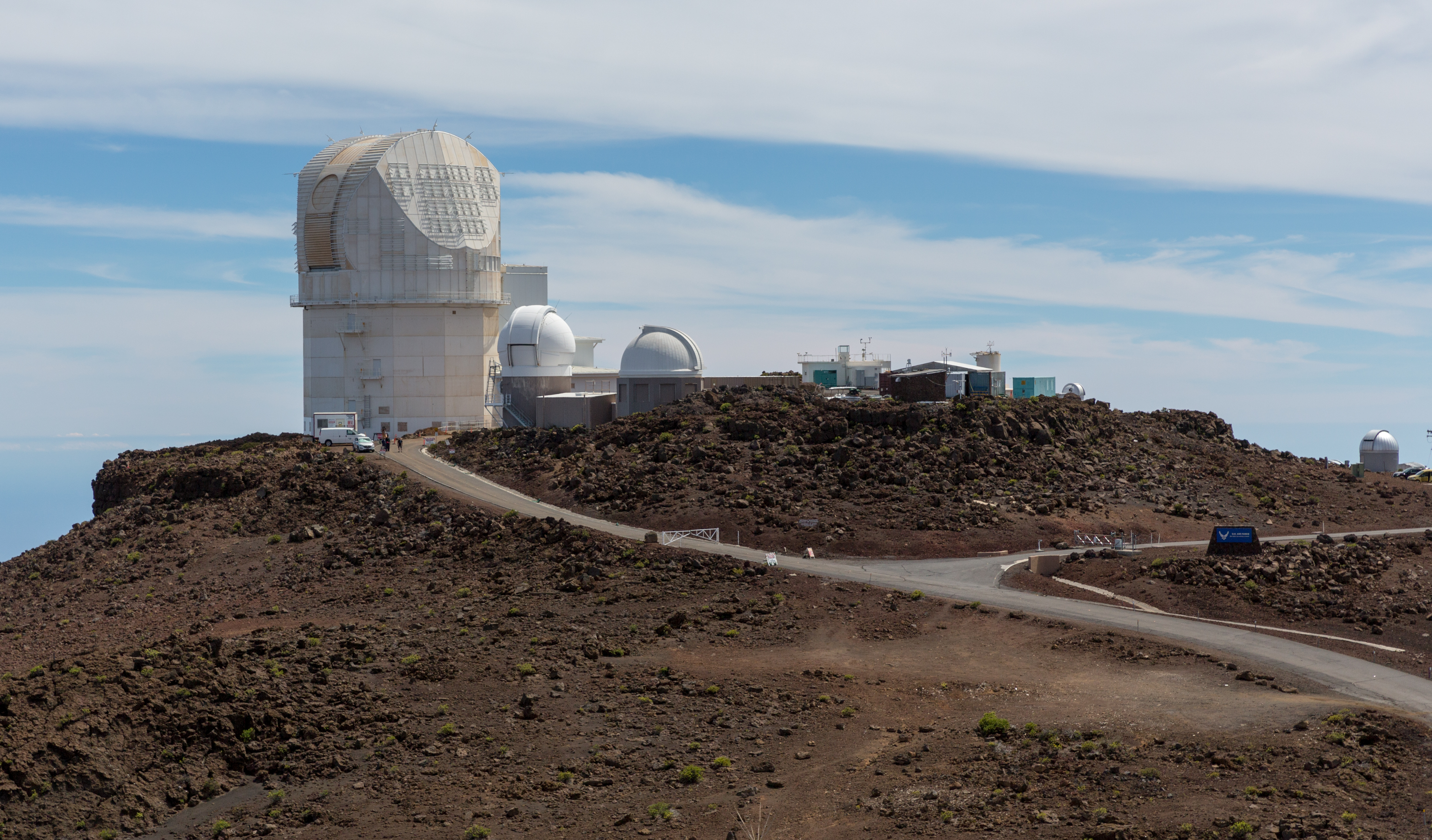
다니엘 K. 이노우에 태양망원경

다니엘 K. 이노우에 태양망원경(Daniel K. Inouye Solar Telescope, DKIST, 디키스트 태양망원경)은 하와이주 마우이섬의 할리아칼라 천문대에 있는 태양 연구를 위한 과학 시설이다. 2013년까지 ATST(Advanced Technology Solar Telescope)라는 이름으로 알려졌으며, 미국 하와이 상원의원인 대니얼 이노우에의 이름을 따서 명명되었다. 구경이 4m인 세계 최대의 태양망원경이다. 디키스트(DKIST)는 미국 국립과학재단(National Science Foundation)의 자금 지원을 받고 국립 태양 관측소(National Solar Observatory)가 관리한다. 총 프로젝트 비용은 3억 4,413만 달러이다. 수많은 연구기관의 협력이다. 일부 테스트 이미지는 2020년 1월에 공개되었다. 구축 종료 및 과학적 관찰로의 전환은 2021년 11월에 발표되었다.
디키스트는 가시광선부터 근적외선 파장까지 태양을 관찰할 수 있으며 4m의 깨끗하고 방해받지 않는 조리개를 제공하는 축외 그레고리 구성의 4.24m 주 거울을 갖추고 있다. 적응 광학은 대기 왜곡과 태양 이미지의 흐릿함을 교정하여 20km(12마일)만큼 작은 태양의 특징을 고해상도로 관찰할 수 있다. 축외 투명 조리개 디자인은 중앙 장애물을 피하고 빛 산란을 최소화한다. 또한 적응형 광학 장치의 작동과 반점 이미징과 같은 디지털 이미지 재구성도 용이해진다.
할레아칼라 화산 지역은 낮 동안의 맑은 날씨와 좋은 대기 관측 조건 때문에 선택되었다.
2022년 2월 23일에 첫 번째 과학 관찰을 시작하여 1년 간의 운영 시운전 단계의 시작을 알렸다.

## 같이 보기
- 대니얼 K. 이노우에 국제공항